# Топор-Стэнли, Николай
Николай Дэвид Топор-Стэнли (англ. Nikolai David Topor-Stanley; 11 марта 1985, Канберра) — австралийский футболист, защитник клуба «Ламбдтон Джаффас». Участник Олимпийских игр 2008 года. Второй игрок в истории Эй-лиги по количеству сыгранных игр (380).

## Карьера
Николай Топор-Стэнли родился в интернациональной семье: его отец был с Маврикия, а мать — дочерью поляка и немки. В юношестве Топор-Стэнли выступал за множество молодёжных команд, включая команду Австралийского института спорта. В 2004 году он начал свою карьеру в клубе «Белконнен Блю Девилс», но задержался там ненадолго и перешёл в «Мэнли Юнайтед». В 2006 году Топор подписал контракт с клубом Эй-лиги «Сидней», там он дебютировал 15 июня в матче с клубом «Квинсленд Роар», а через неделю поразил ворота «Ньюкасл Юнайтед Джетс». В чемпионате Австралии Топор сыграл свой первый матч только 27 августа против «Сентрал Кост Маринерс», а всего в чемпионате Топор провёл за «Сидней» 14 матчей.
1 апреля 2007 года Топор-Стэнли подписал двухлетний контракт с клубом «Перт Глори», уход из «Сиднея» был связан с тем, что Топору давалось довольно мало игрового времени на поле, что не способствовало финансовому обогащению игрока, а также с тем, что тренер клуба Терри Бутчер был несдержан на слова, после того как Топор травмировал колено перед полуфинальным матчем с клубом «Ньюкасл Юнайтед Джетс». В первый же сезон в клубе Топор стал лидером команды, грамотно руководя обороной «Глори», за что получил призы лучшего игрока клуба и лучшего молодого игрока клуба.
8 января 2009 года Топор подписал двухлетний контракт с клубом «Ньюкасл Юнайтед Джетс».
В октябре 2016 года Топор-Стэнли перешёл в клуб чемпионата ОАЭ «Хатта Клуб». Спустя сезон Топор-Стэнли вернулся в австралийский клуб «Ньюкасл Юнайтед Джетс».